# Трудовий медіатор
Шаблон:Професія
Професійний стандарт "Трудовий медіатор (медіатор трудових спорів)" – це професійний стандарт, який визначає освітньо-кваліфікаційні вимоги, трудові функції, мету та завдання професії, необхідні знання та навички для фахівця, який займається медіацією у сфері трудових спорів. Цей стандарт встановлює рамки для професійної діяльності медіатора, сприяючи підвищенню якості та ефективності врегулювання трудових конфліктів, та є важливим інструментом для розвитку цивілізованих трудових відносин в Україні .
В обговоренні проєкту професійного стандарту «Трудовий медіатор (медіатор трудових спорів)» брали участь експерти, адвокати, судді, медіатори та науковці . 

## Загальні відомості
Медіація в трудових спорах є одним з інструментом для запобігання та врегулювання конфліктів між працівниками та роботодавцями. Трудовий медіатор виступає як нейтральна та незалежна третя сторона, яка допомагає сторонам дійти згоди шляхом переговорів. Для надання послуг трудовий медіатор має мати відповідний документ, що підтверджує його професійну кваліфікацію. Процес медіації сприяє збереженню партнерських відносин, запобігає ескалації конфліктів та зменшує навантаження на судову систему. Медіація є добровільною, конфіденційною та структурованою процедурою, що дозволяє сторонам самостійно приймати рішення.

## Документ, що підтверджує професійну кваліфікацію особи
Документ, що підтверджує професійну кваліфікацію особи - це офіційний документ, який засвідчує, що особа володіє необхідними знаннями, навичками та компетенціями для виконання певних професійних обов'язків. За стандартом "Трудовий медіатор (медіатор трудових спорів)" професійну кваліфікацію підтверджують:
- Диплом молодшого спеціаліста.
- Сертифікат про проходження базової підготовки медіатора (не менше 90 годин, з яких не менше 45 годин практики).
- Сертифікат про навчання медіації за кордоном (також не менше 90 годин, з яких 45 годин практики).
- Сертифікат про спеціальне навчання саме з медіації у трудових спорах, яке дає потрібні знання та вміння для цієї роботи.

Документами, що підтверджують професійну кваліфікацію трудового медіатора є диплом не нижче рівня молодшого бакалавра, а також сертифікат трудового медіатора, який підтверджує знання у сфері трудової медіації. Порядок отримання сертифікатів регулюється відповідно до Закону України «Про медіацію».

## Функції трудового медіатора
Трудовий медіатор виконує низку важливих функцій, спрямованих на врегулювання конфліктів між працівниками та роботодавцями. Насамперед він аналізує конфліктні ситуації, щоб визначити їхні причини та можливість вирішення за допомогою медіації. У процесі підготовки та проведення медіації медіатор може організовувати інформаційні зустрічі з учасниками, щоб роз'яснити їм суть процесу та їхні права. Ключовою функцією є налагодження ефективної комунікації між сторонами конфлікту, допомагаючи їм висловити свої думки та почути один одного. Медіатор також керує процедурою медіації, забезпечуючи її справедливість та дотримання встановлених правил. Він організовує документообіг, веде необхідні записи та забезпечує конфіденційність інформації. За потреби медіатор використовує інструменти фасилітації, щоб допомогти сторонам знайти спільне рішення. Фактично, трудовий медіатор є нейтральним посередником, який сприяє мирному врегулюванню конфліктів, допомагаючи сторонам дійти взаємовигідної угоди.

## Порядок та етапи проведенням медіації трудовим медіатором
Фактично процедуру трудової медіації можливо поділити на три основні етапи.
Перший етап можна виокремити як підготовчий етап, який включає в себе залучення сторін до процедури трудової медіації, проведення інформаційно-оціночної зустрічі медіатора (ІОЗМ), підготовка місця (простору) для проведення процедури трудової медіації, а також з'ясування особливостей трудового спору під час проведення ІОЗМ.
Другий і фактично основний етап включає в себе, відкриття процедури трудової медіації, укладення договору про проведення трудової медіації, визначення переліку питань (тем) для обговорення, пояснення сторонам можливості трудової медіації при наявності питань, що регулюються імперативними нормами законодавства України, з'ясування інформації щодо наявності імперативних норм законодавства та локальних актів роботодавця, формування розуміння сторонами власних інтересів і потреб, обговорення впливу та можливості зміни існуючих локальних нормативних актів сторін, допомога сторонам у генеруванні шляхів вирішення трудового спору, допомога сторонам трудової медіації в оцінці напрацьованих варіантів можливих рішень та виборі взаємовигідного рішення та перевірка законності можливих варіантів вирішення трудового спору / угоди за результатами трудової медіації.
Заключний етап включає допомогу сторонам у формулюванні та фіксації домовленостей, допомогу сторонам у визначенні плану заходів для реалізації досягнутих домовленостей, а також під час третього етапу трудовий медіатор перевіряє законність домовленостей сторін, які вносяться в угоду за результатами трудової медіації.